# Lu Wei
Lu Wei –en chino, 卢为– (10 de diciembre de 2005) es una deportista china que compite en saltos de plataforma. Ganó dos medallas en el Campeonato Mundial de Natación de 2019, oro en plataforma 10 m sincronizado y plata en plataforma 10 m.

## Palmarés internacional
| Campeonato Mundial | Campeonato Mundial      | Campeonato Mundial | Campeonato Mundial     |
| Año                | Lugar                   | Medalla            | Prueba                 |
| ------------------ | ----------------------- | ------------------ | ---------------------- |
| 2019               | Gwangju (Corea del Sur) | Medalla de oro     | Plataforma 10 m sincro |
| 2019               | Gwangju (Corea del Sur) | Medalla de plata   | Plataforma 10 m        |